# Де-Воллан Григорій Олександрович
Де-Воллан Григорій Олександрович(1847 — 1916) — російський дипломат, мандрівник та етнограф.
У 1870-х відвідав Закарпаття, де зібрав численний фольклор. та етнографічний матеріал. Видав збірку «Угро-руські народні пісні» («Записки Русского Географического Общества», XIII. 1885). Йому належить праця про історію та літературу Закарпаття («Угорська Русь», 1878)